# Meckelstedt
Meckelstedt (niederdeutsch Meckelst) ist ein Ortsteil der Ortschaft Lintig. Lintig gehört nach einem Zusammenschluss wiederum zur Stadt Geestland im niedersächsischen Landkreis Cuxhaven.

## Geografie
| Gemeinde Steinau (Samtgemeinde Land Hadeln) Bad Bederkesa – Ortsteil Ankelohe | Gemeinde Stinstedt – Ortsteil Neubachenbruch (Samtgemeinde Börde Lamstedt) | Gemeinde Stinstedt – Ortsteil Moorausmoor (Samtgemeinde Börde Lamstedt) |
| Lintig – Ortsteil Lintig                                                      | Kompassrose, die auf Nachbargemeinden zeigt                                |                                                                         |
| Ringstedt – Ortsteil Hainmühlen                                               | Lintig – Ortsteil Großenhain                                               | Gemeinde Armstorf – Ortsteil Langenmoor (Samtgemeinde Börde Lamstedt)   |

(Quelle:)

## Geschichte

### Eingemeindungen
Im Zuge der Gebietsreform in Niedersachsen, die am 1. März 1974 stattfand, wurden die zuvor selbständigen Gemeinden Meckelstedt und Großenhain in die Gemeinde Lintig eingegliedert.
Zum 1. Januar 2015 bildete Lintig mit den übrigen Gemeinden der Samtgemeinde Bederkesa und der Stadt Langen die neue Stadt Geestland.

### Einwohnerentwicklung
| Jahr      | 1910  | 1925  | 1933  | 1939  | 1950  | 1956  | 1961  | 1970  | 1973  |
| --------- | ----- | ----- | ----- | ----- | ----- | ----- | ----- | ----- | ----- |
| Einwohner | 288   | 324   | 320   | 320   | 582   | 443   | 391   | 374   | 359   |
| Quelle    | [ 5 ] | [ 6 ] | [ 6 ] | [ 6 ] | [ 7 ] | [ 7 ] | [ 8 ] | [ 8 ] | [ 1 ] |

|  |

## Politik

### Ortsrat und Ortsbürgermeister
Meckelstedt wird auf kommunaler Ebene vom Ortsrat der Ortschaft Lintig vertreten.

### Wappen
Der Entwurf des Kommunalwappens von Meckelstedt stammt von dem Heraldiker und Wappenmaler Albert de Badrihaye, der zahlreiche Wappen im Landkreis Cuxhaven erschaffen hat.
| Wappen von Meckelstedt | Blasonierung: „In Rot auf grünem Boden ein silberner Opferstein, von drei kleinen Steinträgern gestützt.“ |
| Wappen von Meckelstedt | Wappenbegründung: Der Opferstein am Ortseingang ist ein Wahrzeichen des Dorfes Meckelstedt.               |

## Kultur und Sehenswürdigkeiten
Bauwerke
- Großsteingräber bei Meckelstedt
- Steinkiste von Meckelstedt

## Persönlichkeiten
Personen, die mit dem Ort in Verbindung stehen
- Martin Brinkmann (* 1976), Autor, Kritiker und Herausgeber, gründete in Meckelstedt den „Bunte Raben Verlag“